# Discomedusae
Discomedusae is een onderklasse binnen de stam van de Cnidaria (neteldieren).

## Orden
- Rhizostomeae
- Semaeostomeae